# Roy Lassiter
Roy Lee Lassiter (nascida em 9 de Março de 1969) é um ex-jogador americano de futebol que atuava como atacante. Ele iniciou sua carreira profissional na Costa Rica. Tendo retornado para os Estados Unidos com a inauguração da Major League Soccer .Entre os anos de 1996 a 1999 ele foi um dos maiores artilheiros da MLS.

## Títulos

### Clubes
LD Alajuelense
- Campeonato da Costa Rica (1): 1995–96

Tampa Bay Mutiny
- MLS Supporters 'Shield (1): 1996[1]

DC United
- MLS Cup  :
  - Vice-campeão: 1998[2]
  - Vencedor: 1999[3]
- MLS Supporters 'Shield : 1999[4]
- Liga dos Campeões da CONCACAF : 1998[5]
- Copa Interamericana : 1998

### Individual
- MLS Golden Boot : 1996 (com o Tampa Bay Mutiny) [6]
- MLS Best XI : 1996 (com Tampa Bay Mutiny)
- MVP da Liga dos Campeões da CONCACAF : 1998 (com DC United) [7]